# NGC 439
NGC 439 (również PGC 4423) – galaktyka eliptyczna (E/SB0), znajdująca się w gwiazdozbiorze Rzeźbiarza. Odkrył ją John Herschel 27 września 1834 roku.
Do tej pory w galaktyce zaobserwowano jedną supernową:
- SN 2006di, odkryta 24 czerwca 2006 roku przez Berto Monarda, osiągnęła jasność obserwowaną 16,1m.